# 294 هـ
294 هـ هي سنة في التقويم الهجري امتدت مقابلةً في التقويم الميلادي بين سنتي 906 و907.

## مواليد
- ابن السكن
- زاهر بن أحمد السرخسي

## وفيات
- محمد بن إسحاق بن راهويه
- لب بن محمد بن لب
- محمد بن نصر المروزي

- موسى بن هارون